# Hansi Kürsch
Hansi Kürsch, eredeti nevén Hans Jürgen Kürsch (Lank-Latum (ma: Meerbusch), NSZK, 1966. augusztus 10. –) a Blind Guardian nevű német metálzenekar, valamint az általa és Jon Schaffer (Iced Earth) gitáros által alapított Demons and Wizards nevű zenekar énekese. André Olbrichhal ők írták a Blind Guardian összes dalszövegét.
1984 óta énekel, 1995-ig basszusgitározott is.

## Érdekességek
Feleségével és fiával, Jonasszal él. Kedvenc fogásai thai és indiai ételek. Kedvenc színei a narancssárga, a zöld és a vörös. Kedvenc filmjei a Csillagok háborúja és A Gyűrűk Ura. Imád sakkozni, nem számítógépen, hanem a hagyományos sakkot kedveli. A számítógépet nem nagyon szereti, sokkal inkább olvas, mert az olvasás élénkíti a fantáziáját. Kedvenc zenekarai többek között a Deep Purple, The Who és a Queen, de mindennek ellenére kedvenc albuma a Jézus Krisztus szupersztár. Szereti nézni a focit és az úszást. Kedvenc Blind Guardian dala az And Then There Was Silence.

## Pályafutása
Kezdetben a Lucifer's Heritage-ben kezdett énekelni, és ő volt a basszusgitáros is. 1989-ben, már Blind Guardian címen adta ki első nagylemezüket a No Remorse Records. Hansit nagyban inspirálta J. R. R. Tolkien mellett Stephen King is. Kürsch dalszövegeinek témái változatosak, inspirálják a vallási/mitológiai történetek, a középkori fantasy világ, a legendák és mesék. Sok dalszövegét áthatja a sötétség, kiábrándultság és a negatív érzelmek, amiket egyes szám első személyben tár elénk. Barátsága Kai Hansennel jelentősen segítette a sikerhez vezető úton. Hansi 1993-ban kezdett énekórákat venni, hogy megfeleljen az egyre komolyabb elvárásoknak. 1999-ben Jon Ryan Schafferrel megalakította a Demons & Wizards nevű formációt.

### Az általa képviselt zenei stílusok
- Heavy metal
- Power metal
- Speed metal
- Szimfonikus metal
- Progresszív metal

## Kiadói
- No Remorse Records
- Virgin
- Century Media
- Nuclear Blast
- Steamhammer

## Vendégszereplések
- Gamma Ray - Land of the Free – Farewell (1994)
- Grave Digger - Tunes of War (1996, háttérének)
- Nepal - Manifiesto – Besando, La Tierra Estadio Chico (1997)
- Iron Savior - Iron Savior - For The World (1997)
- Edguy - Vain Glory Opera - Out of Control, Vain Glory Opera (1998)
- Grave Digger - Excalibur (1999, háttérének)
- Therion - Deggial - Flesh of the Gods (2000)
- Rage (együttes) - Unity (2002, háttérének)
- Angra - Temple of Shadows - Winds of Destination (2004)
- The Arrow - Lady Nite - Never Say Never (2009)
- Ljósálfar - Ljósálfar - Forevermoor
- Nuclear Blast All-Stars - Into The Light - Slaves To The Desert
- Ayreon - 01011001 - Age Of Shadows, Beneath The Waves, Newborn Race, The FifthExtinction, Unnatural Selection, River of Time, The Sixth Extinction (2008)
- Dreamtone & Iris Mavraki's Neverland - Reversing Time - To Lose The Sun (2008)
- Aneurysm - Shades - Reflection (2007)
- Grave Digger - Ballad of Mary - Rebellion 2010 (2010)
- Solar Fragment - In our Hands - Inside the Circle (2011)
- Rage (együttes) - Strings to A Web (2010, háttérének)
- Van Canto - Hero - Take to the Sky
- Grave Digger - The Clans Are Still Marching 2011 Live - Rebellion
- Maegi - Skies Fall - Those We've Left Behind (2013

## Fordítás
- Ez a szócikk részben vagy egészben  a   Hansi Kürsch című angol Wikipédia-szócikk fordításán alapul.  Az eredeti cikk szerkesztőit annak laptörténete sorolja fel. Ez a jelzés csupán a megfogalmazás eredetét és a szerzői jogokat jelzi, nem szolgál a cikkben szereplő információk forrásmegjelöléseként.